# Den svarta svanen (TV-serie)
Den svarta svanen (danska: Den sorte svane) är en dansk dokumentärserie som hade premiär i Danmark den 28 maj 2024.

## Handling
Dokumentärserien följer den dansk-bosniska affärsjuristen Amira Smajic, som agerar mullvad. Enligt henne själv har hon under flera år hjälpt till att tvätta pengar åt kriminella miljöer i Danmark, däribland mc-gängen Bandidos MC, Hells Angels och Satudarah MC samt gatugängen Loyal to Familia. Enligt dokumentären tog hon själv kontakt med mediepersoner för att belysa samarbetet mellan kriminella individer, advokater, affärsmän och entreprenörer.

## Medverkande
- Mads Brügger
- Amira Smajic